# Cyrtodactylus psarops
Cyrtodactylus psarops es una especie de gecos de la familia Gekkonidae.

## Distribución geográfica yhábitat
Es endémica de las selvas montanas al sur de Sumatra. Su rango altitudinal oscila entre 950 y 1419 m s. n. m..